# Journal of Cell Science
Journal of Cell Science (дослівно «Журнал клітинної науки») — академічний журнал, що рецензується, котрий публікує різноманітні матеріали і результати досліджень у галузі клітинної біології. 
Заснований 1853 року. 
Зараз журнал видається організацією Company of Biologists зі штаб-квартирою в Кембріджі, Велика Британія, та виходить періодично по 24 випуски щорічно.
Імпакт-фактор журналу в 2016 році складав 4,431.